# Banque cantonale du Jura
Banque Cantonale du Jura es un banco cantonal suizo que es parte delos 24 bancos cantonales que sirven a los cantones de Suiza. Fundado en 1979, Banque Cantonale du Jura en 2014 tenía 12 sucursales a lo largo de toda Suiza con 120 empleados; los activos totales del banco eran de 2575,00 millones CHF. Banque Cantonale du Jura tiene garantizados por el estado todos sus préstamos.